# German Marshall Fund
Il German Marshall Fund of the United States (GMF) è un think tank apartitico statunitense volto a promuovere la cooperazione e la comprensione tra l'America del Nord e l'Europa.
Fondato nel 1972 attraverso una donazione da parte del governo della Germania Ovest in occasione del 25º anniversario del Piano Marshall, il GMF contribuisce alla ricerca e all'analisi sulle problematiche transatlantiche e globali, convoca leader politici ed economici in conferenze internazionali, fornisce opportunità di scambio per i leader emergenti americani ed europei e sostiene iniziative per rafforzare le democrazie. Il GMF si occupa principalmente di politica, leadership e società civile.
Il GMF ha sede a Washington ed ha uffici in diverse città europee.

## Presidenti
Dall'aprile 2014 il presidente in carica è Karen Donfried, che è stata in precedenza un'assistente speciale del Presidente degli Stati Uniti d'America Barack Obama. In passato hanno ricoperto la carica di presidente del GMF Benjamin H. Read (1973-1977), Robert Gerald Livingston (1977-1981), Frank E. Loy (1981-1995) e Craig Kennedy (1996-2014).

## Marshall Memorial Fellowship
Il Marshall Memorial Fellowship (MMF) è un programma del GMF creato nel 1982 allo scopo di promuovere lo scambio e la cooperazione tra Europa e Stati Uniti.
Il programma prevede un viaggio della durata compresa tra le 3 e le 4 settimane per visitare 5 o 6 città ed incontrare politici, industriali, imprenditori, media, ecc. per migliorarne la conoscenza delle istituzioni politiche, sociali ed economiche.
A titolo di esempio, nel 2004 i fellow americani hanno avuto modo di visitare 23 città europee, tra cui Bruxelles, Berlino, Parigi, Sofia, Atene, Amsterdam, Amburgo, Barcellona, Varsavia e Torino, mentre i fellow europei hanno visitato 30 città americane, tra cui Denver, Birmingham, Seattle, Chicago, Madison, Lincoln, Boise, Cleveland, Austin, e Washington.
Lo sponsor italiano del progetto è la Fondazione Cariplo.